# Nova Hartz
Nova Hartz est une ville brésilienne de la mésorégion métropolitaine de Porto Alegre, capitale de l'État du Rio Grande do Sul, faisant partie de la microrégion de Porto Alegre et située à 69 km au nord-est de Porto Alegre. Elle se situe à une latitude de 29° 59′ 15″ sud et à une longitude de 50° 54′ 04″ ouest, à 36 m d'altitude. Sa population était estimée à 16 688 en 2007, pour une superficie de 63 km2. L'accès s'y fait par les BR-116, RS-239 et RS-840.
Les premiers immigrants de l'endroit furent des Allemands, qui arrivèrent autour de 1830. Ils pénétrèrent les forêts à la recherche de terres fertiles. La première famille qui arriva, la famille Hartz, donna son nom au chemin d'accès du territoire de la future commune, la picada Hartz. Ce nom fut donné à toute la zone et devint plus tard Nova (« nouvelle ») Hartz. À l'origine, les Allemands étaient prédominants à 98 % de la population. Avec le temps et la venue d'autres immigrants de nationalités différentes, la descendance de ceux-là passa de nos jours à 55 %.
L'économie de la municipalité est de secteur primaire.

## Villes voisines
- Santa Maria do Herval
- Igrejinha
- Parobé
- Araricá
- Sapiranga